# Pterengraulis
Pterengraulis is een monotypisch geslacht van straalvinnige vissen uit de familie van de ansjovissen (Engraulidae) en de orde van haringachtigen (Clupeiformes).

## Soort
- Pterengraulis atherinoides (Linnaeus, 1766)